# Слобода (Логойський район, Гайнівська сільська рада)
Слобода (біл. вёска Слабада) —  село в складі Логойського району Мінської області, Білорусь. Село підпорядковане Гайнинській сільській раді й розташоване в північній частині області.

## Відомі люди
- Ніл Гілевич (1931 — 2016) — білоруський поет, народний поет Білорусі (1991).